# イヌホオズキ
イヌホオズキ（犬酸漿; 学名: Solanum nigrum）は、ナス科ナス属の植物。バカナスとも呼ばれ、ホオズキやナスに似ているが役に立たないことから名付けられた。中国名は、龍葵。
リンネの『植物の種』（1753年）で記載された植物の一つである。

## 分布・生育地
世界の温帯から熱帯にかけて広く分布する。日本では史前帰化植物と考えられていて、日本全土に分布する。
主に畑や道端、民家の庭先、荒れ地などにふつうに生える。一般的な家庭の庭にも生え、雑草として家主を悩ます。

## 形態・生態
一年生の草本。茎はまっすぐ、または斜めに立ち、よく分枝して、高さは30 - 60センチメートル (cm) 、最大で90 cmにもなるになる。まばらに短い毛を生じるが、無毛のこともある。茎には稜があり角張る。
葉は長さ3 - 10 cmで、基部には1 - 5 cmの翼を持つ葉柄がある。葉身は広卵形、先端は鈍いかわずかに突出し、基部は丸いかくさび状。葉縁はなめらかか、多くは波状の鋸歯がある。葉質はやや厚めで濃緑色、かさついた感触で、下面の脈上に微毛がある。発芽したばかりの葉はナスやトウガラシと若干類似する。
花期は夏。茎の節と節の途中から花柄を出し、その先端に散房状に4 - 10個の花をつける。花はナスに似ており、花冠は径6 - 7ミリメートル (mm) で白色、先が5裂して裂片の先が尖る。花柄と萼には微毛がまばらに生える。雄蕊は5個、雌蕊は1個、葯は長さ2 mmほど。黄色い雄蕊が突き出している。萼は杯状で浅く5裂する。
花後、果柄は急に下を向いて、果実（液果）は球形で未熟なときは青く、小さいトマトのようである。熟すと直径7 - 10 mm、色は黒く光沢はない。種子は1.5 - 1.9 mm程度で、果実の中に多数入る。イヌホオズキの仲間は互いによく似ており区別が難しい。全草にソラニンを含むため、食べられない。

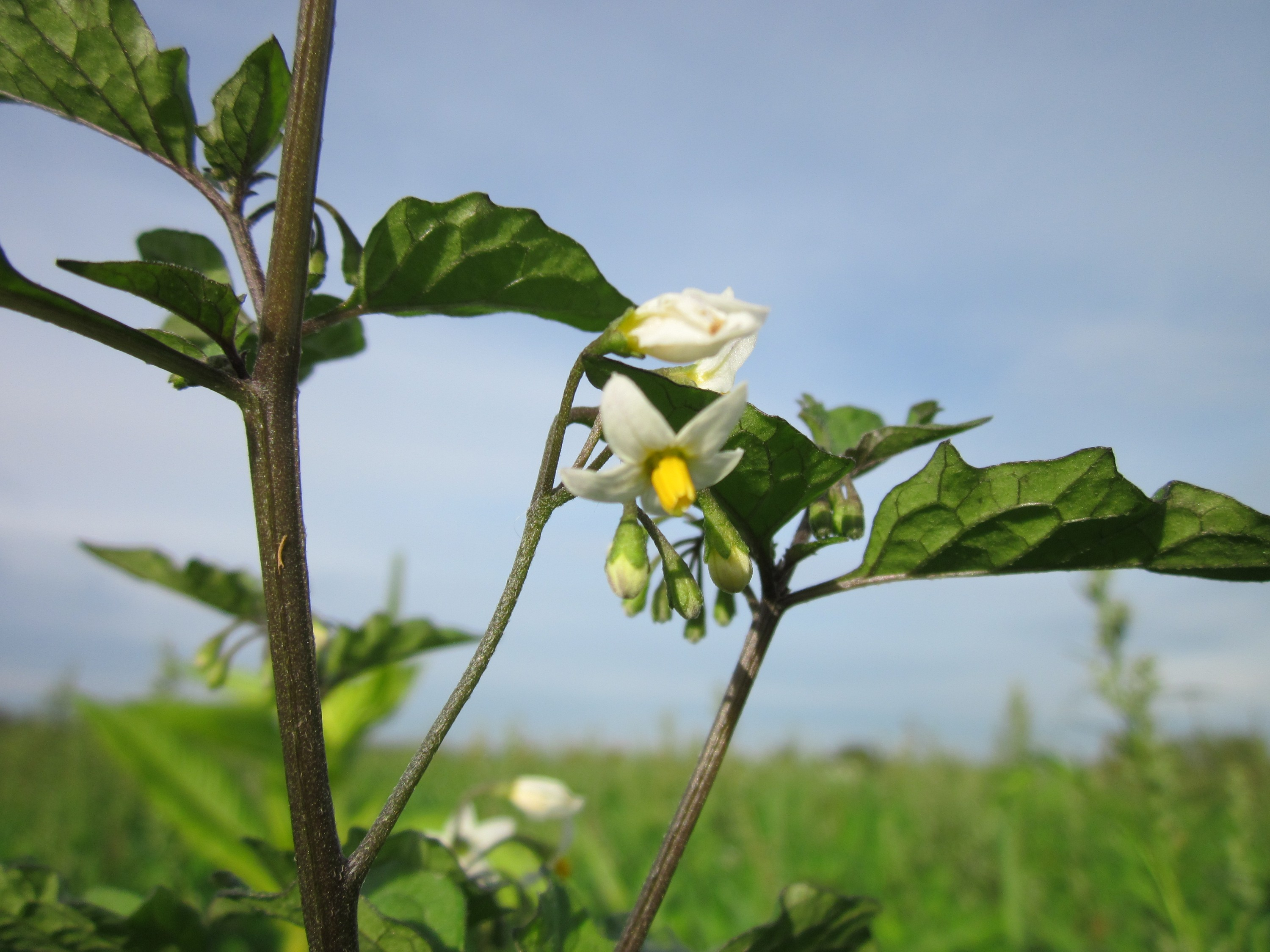
茎
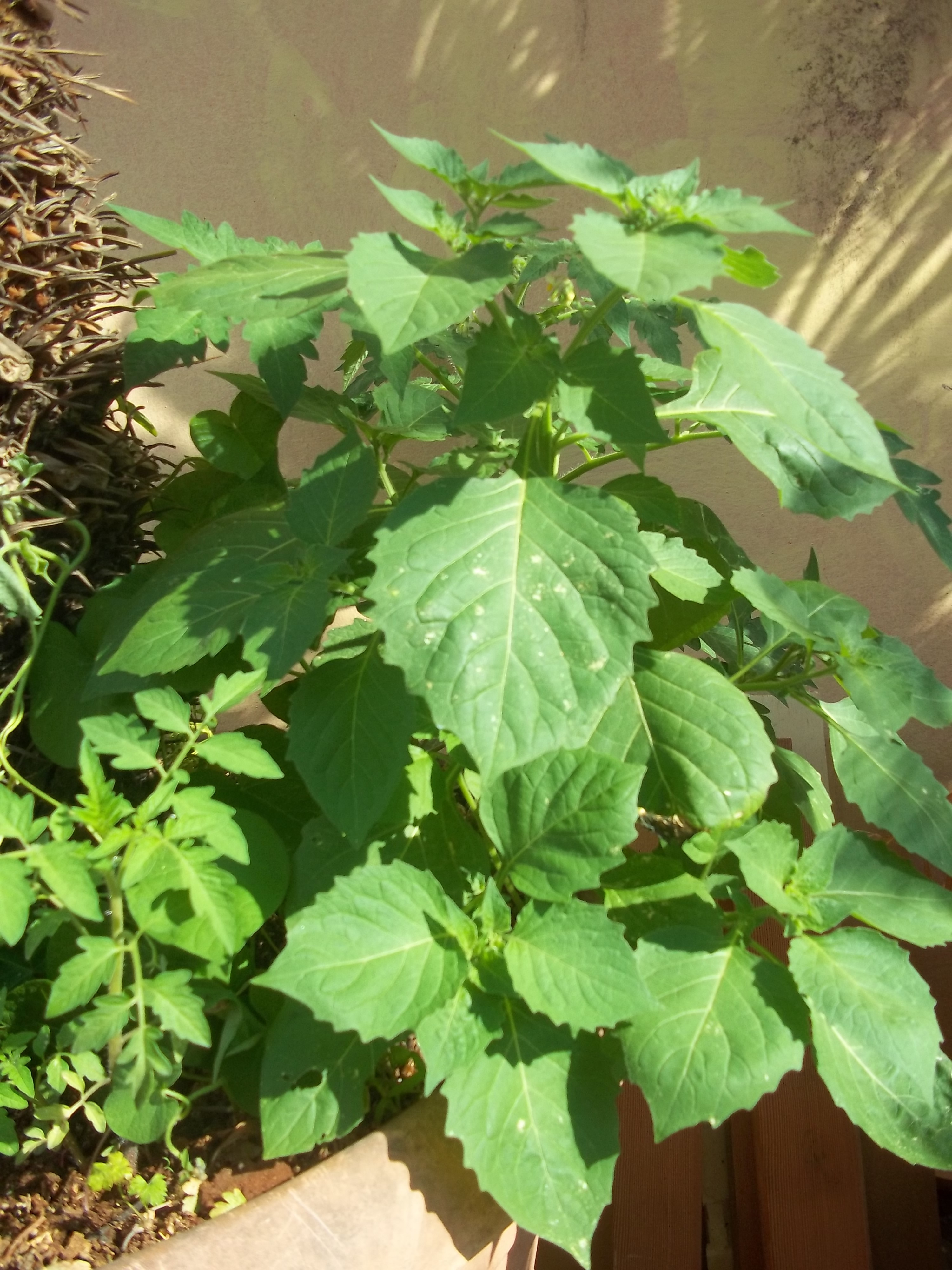
葉
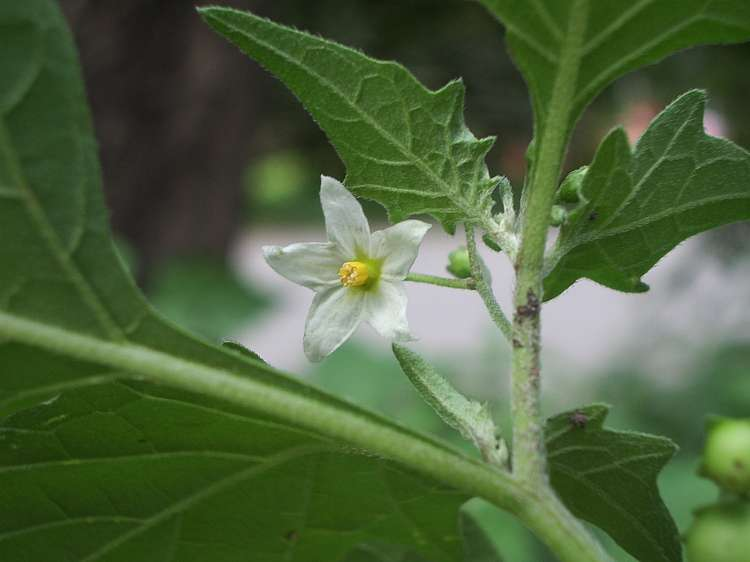
花
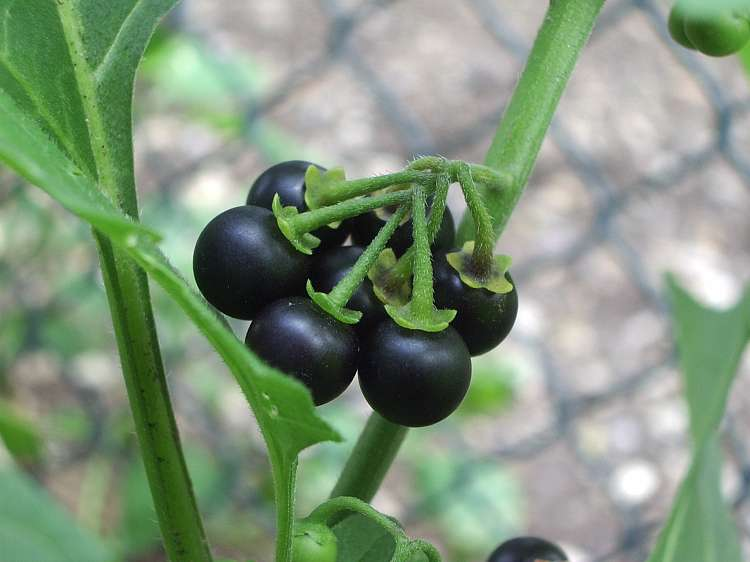
果実
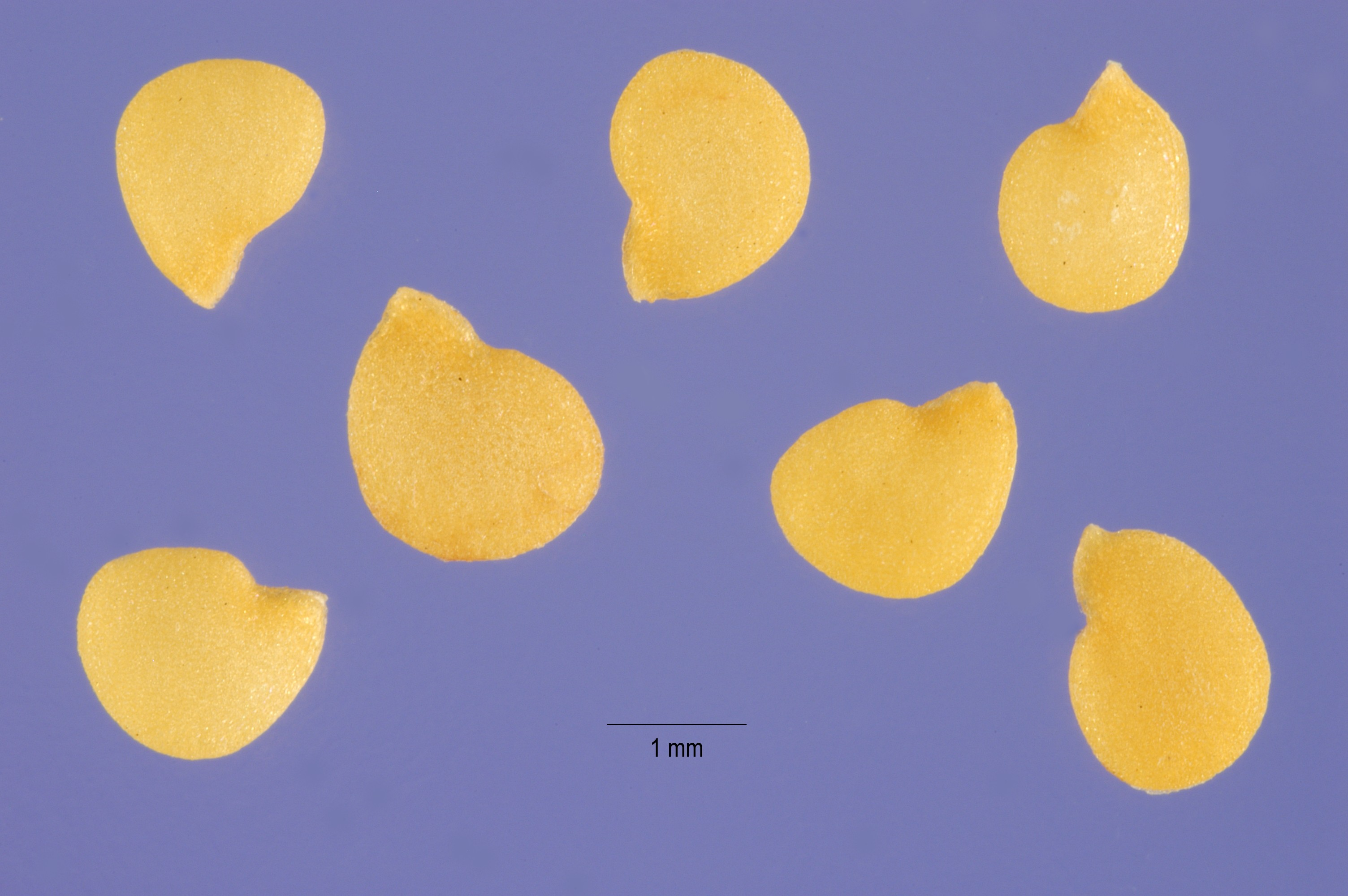
種子

## 人間との関わり
全草にソラニンを含む有毒植物である。人体にとって大変に有害である。しかし熱帯では全草を煮て食べる地域がある（例：ケニアのキクユ人）。
花言葉は「真実」。「嘘つき」。「嘘」。

## 諸言語における呼称
- 英語: black nightshade[6] ブラックナイトシェード

### アジア
インド:
- タミル語: மணித்தக்காளி (maṇittakkāḷi マニッタッカーリ)、மணத்தக்காளி (maṇattakkāḷi マナッタッカーリ)[8] - 文字通りには〈数珠のトマト〉を意味する。
- ヒンディー語: मकोय (makoya)

バングラデシュ・インド:
- ベンガル語: কাকমাচী カクマチ

インドネシア:
- インドネシア語: ranti

中国:
- 中国語: 龙葵（龍葵）[注釈 1]

### アフリカ
ケニア:
- キクユ語: inagu イナグ（複数形: managu マナグ）

## 近縁種
ナス属（Solanum）はナスやトマトをも含む大きな属であり、形態的には多様である。その中で、本種にとてもよく似たものはいくつかある。区別はなかなか難しい。
- オオイヌホオズキ（スペイン語版） Solanum nigrescens
- アメリカイヌホオズキ Solanum ptychanthum
- テリミノイヌホオズキ（英語版） Solanum americanum
- ケイヌホオズキ（英語版） Solanum sarrachoides

日本の在来種では、テリミノイヌホオズキはやや葉が大きく、花や種子はやや小さい。明確な区別点は、本種では花序が散房状に近くはあるが、その基部をよく見ると、軸の上で互いにややずれて出るのに対して、その部分がごく短く、完全に散房状に見える点である。九州以南に分布する。現在では、昭和に発見されて帰化したアメリカイヌホオズキなどを見ることが多い。

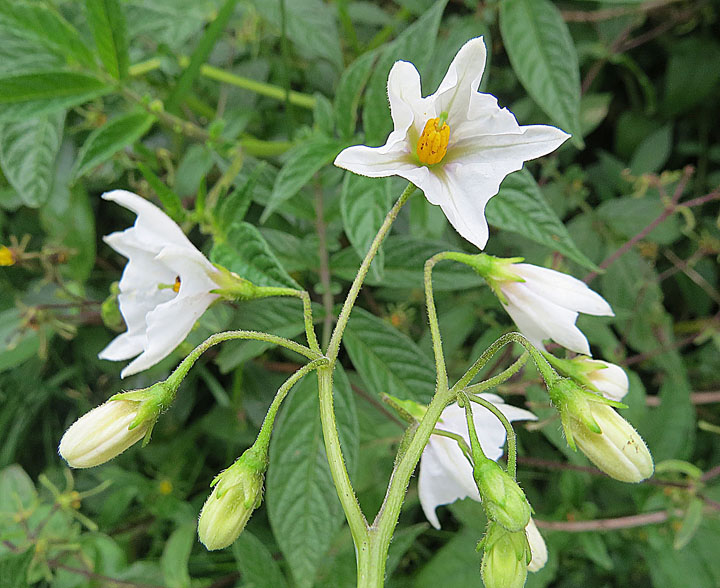
オオイヌホオズキ（スペイン語版）
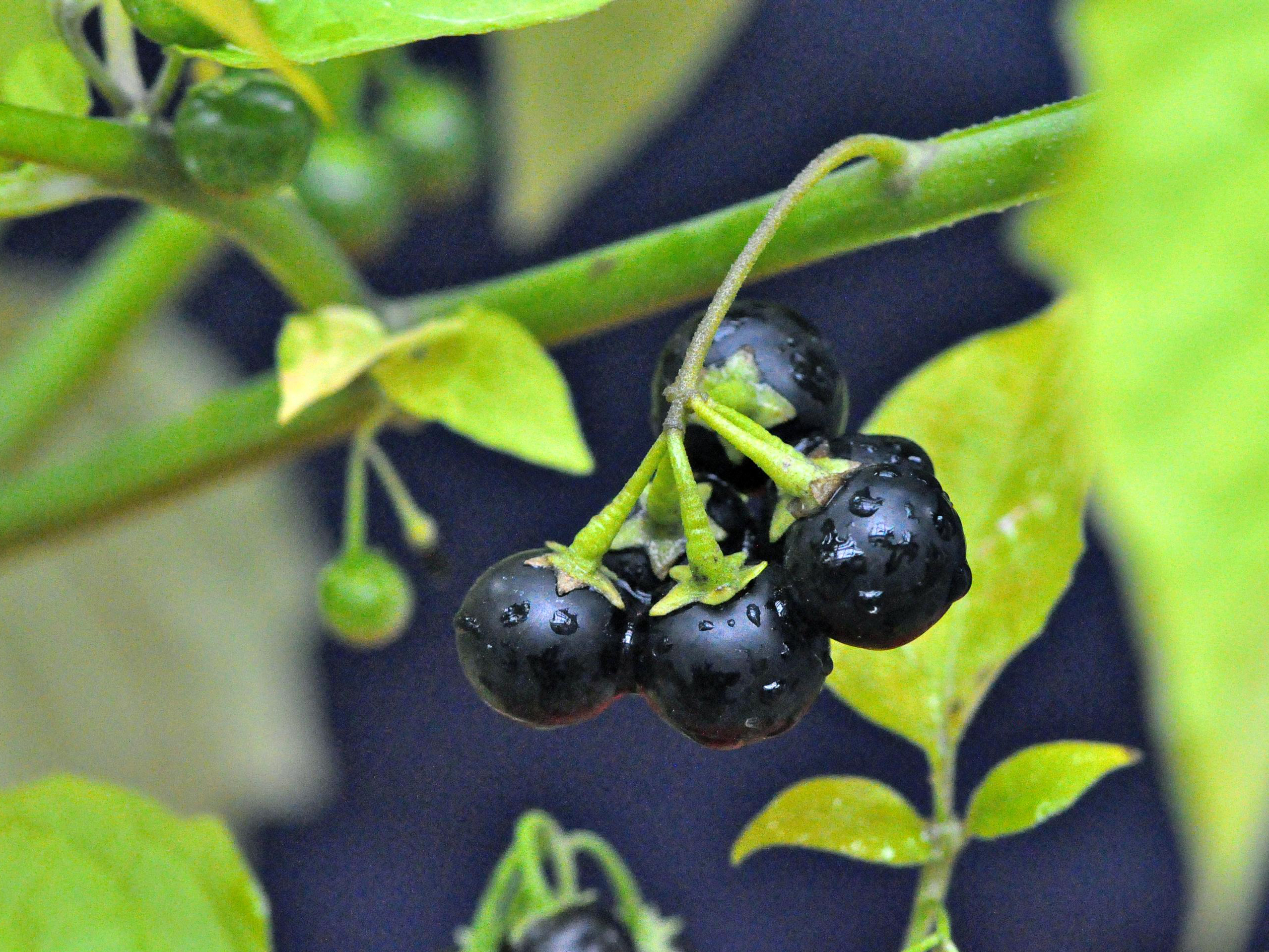
アメリカイヌホオズキ
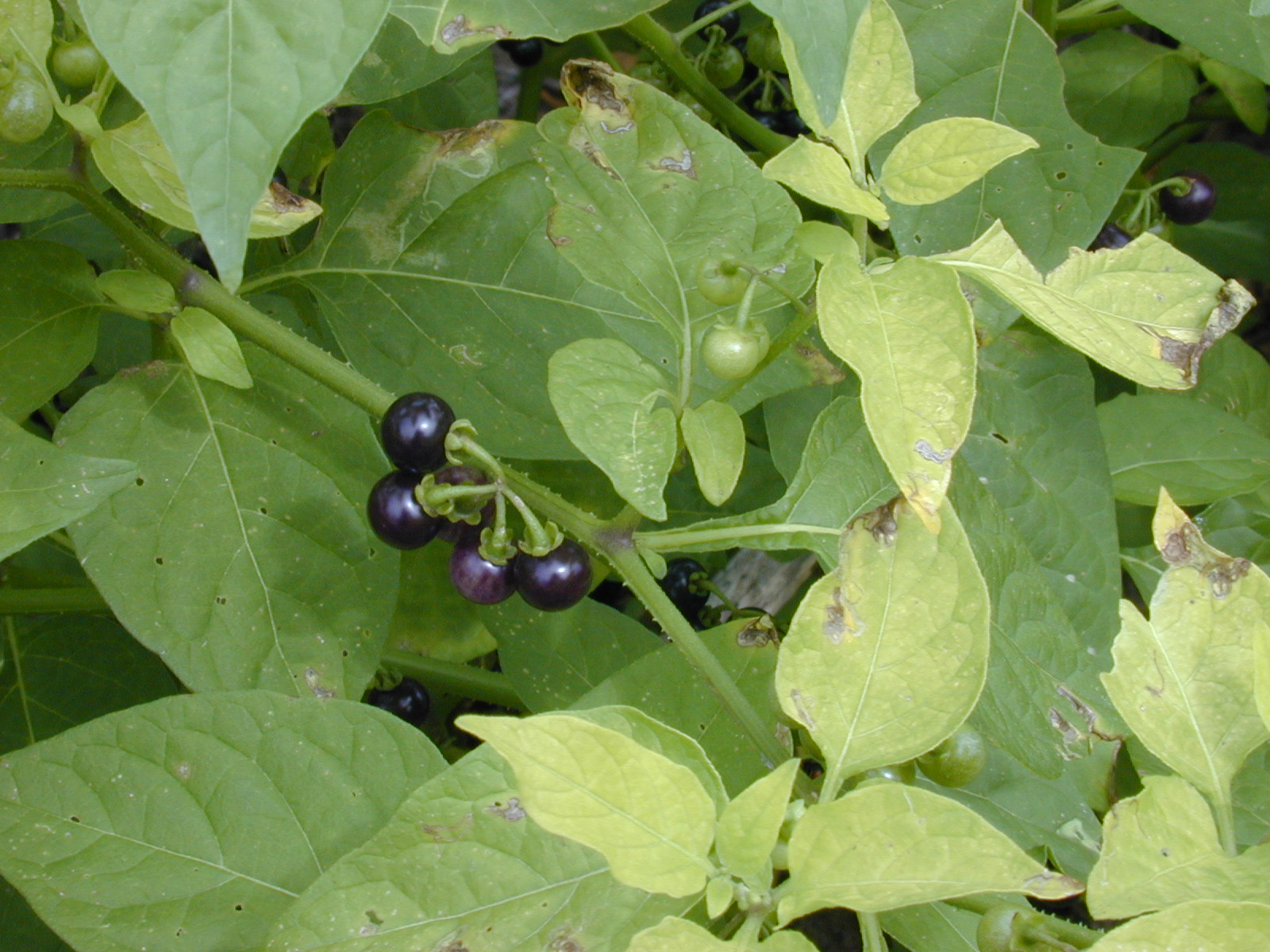
テリミノイヌホオズキ（英語版）
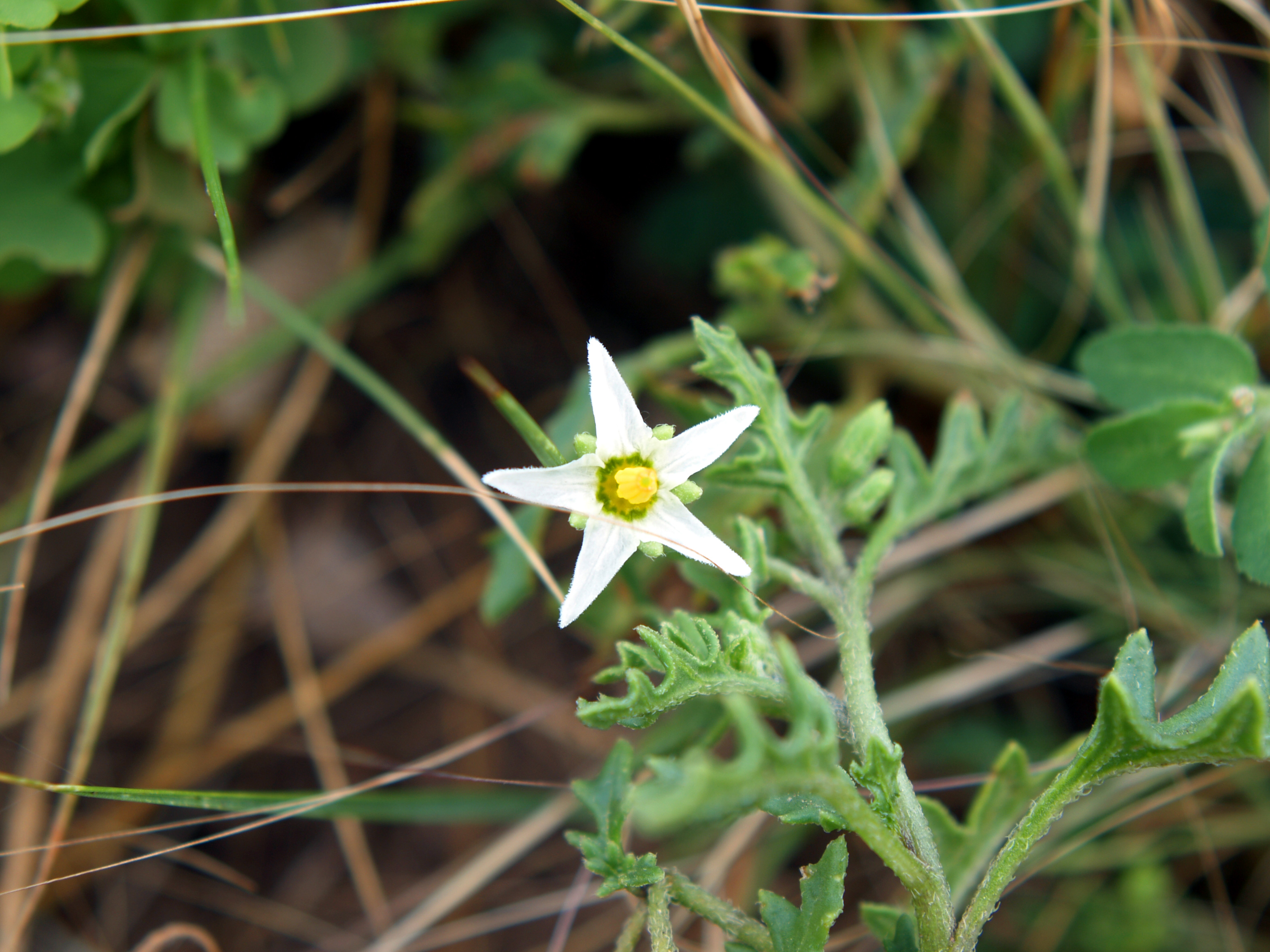
ケイヌホオズキ（英語版）

またガーデンハックルベリーSolanum scabrum（ツツジ科のハックルベリーとは別種）が食用として栽培される。日本にも導入され、果実がジャム等に加工される。イヌホオズキと比較して、葉の鋸歯がほぼ無いか非常に浅く、熟した果実は径1.0-1.7mmとより大きくなり横から見ると楕円のように横が長い形となっている。上記のようにイヌホオズキは食用とならないうえ雑草として畑に生えてくることもあるため、混同に注意が必要である。